# Аткинс, Деррик
Деррик Аткинс (англ. Derrick Atkins; род. 5 января 1984 года, Ямайка) — багамский легкоатлет ямайского происхождения, бегун на короткие дистанции. Аткинс — двоюродный брат известного ямайского спринтера Асафы Пауэлла.

## Биография
В 2005 году Аткинс принял участие на чемпионате мира по лёгкой атлетике на дистанции 100 метров, пробежав за 11,57 секунд, тем самым не отобрался во второй раунд.
В 2006 году участвовал на играх Центральной Америки и Карибского бассейна, где выиграл серебряную медаль на дистанции 100 метров, установив национальный рекорд 10,08 секунд.
28 апреля 2007 года в городе Беркли, Калифорния, Аткинс побил национальный рекорд на дистанции 100 метров. Он пробежал за 9,83 и 9,86 секунд при попутном ветре 2,3 и 2,4 м/с соответственно. На чемпионат мира по лёгкой атлетике 2007 года Аткинс завоевал серебряную медаль на дистанции 100 метров, пробежав в финале за 9,91 секунд при встречном ветре 0,5 м/с, уступив Тайсону Гэю 0,06 секунды.
В 2008 году Аткинс участвовал в Олимпийских играх в Пекине, где выступал на дистанции 100 метров. В первом раунде Аткинс занял первое место в своём забеге, пробежав за 10,28 секунд. В четвертьфинале занял 3 место в своём забеге, пробежав за 10,14 секунд, тем самым вышел в полуфинал. Во втором полуфинале занял 6 место, пробежав за 10,13 секунд, закончив выступления на Олимпиаде.
В 2012 году Деррик принял участие в Олимпийских играх в Лондоне, где выступал на дистанции 100 метров. В первом раунде Аткинс занял второе место в своём забеге, пробежав за 10,22 секунды, тем самым вышел в полуфинал. В полуфинале Аткинс занял 4 место, пробежав за 10,08 секунд, закончив выступление на Олимпиаде.